# Тернопільський район

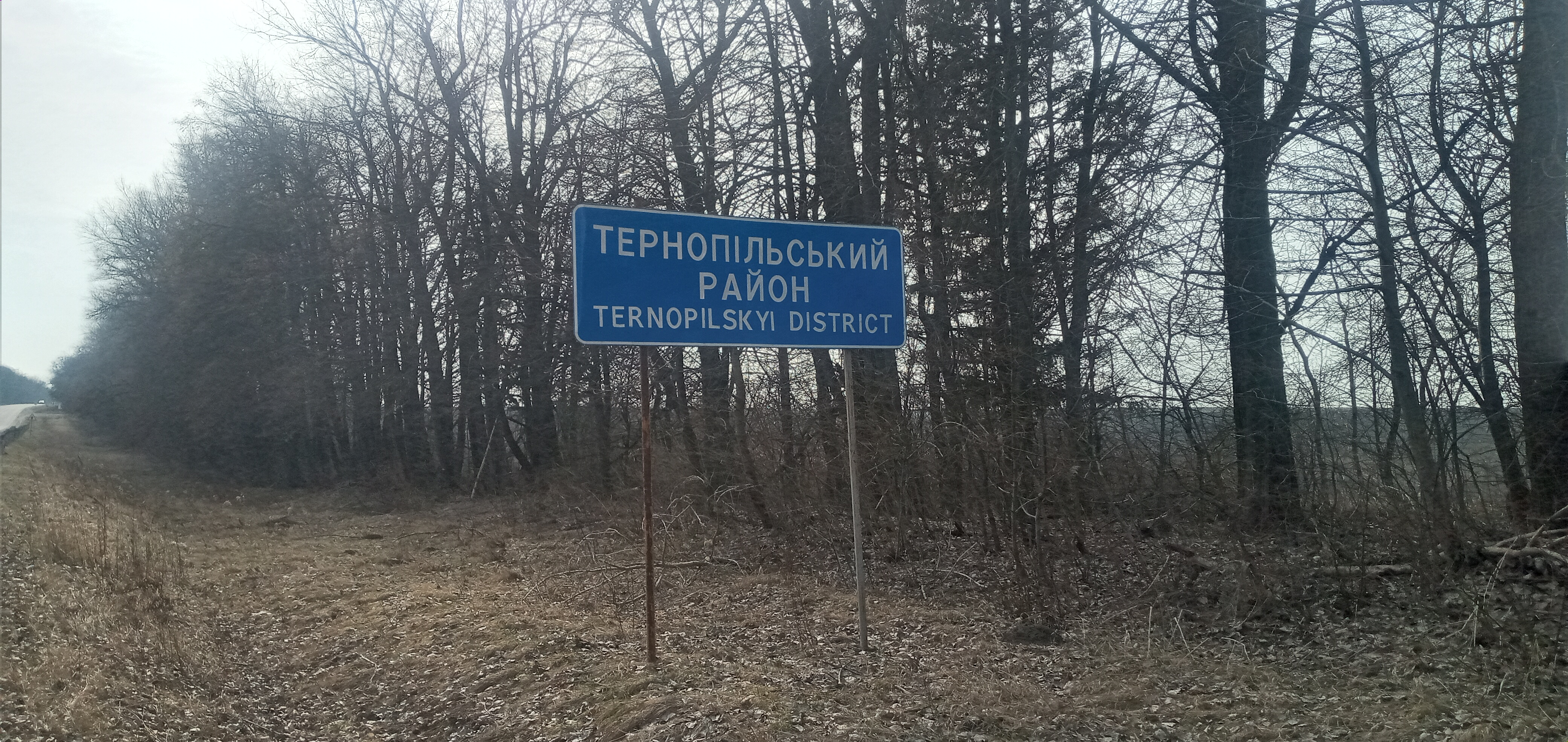
Дороговказ на межі Тернопільського та Кременецького районів

Терно́пільський райо́н — район в Тернопільській області. Адміністративний центр — м. Тернопіль.
Площа району — 6202,5 км² (44,7% від площі області), населення — 565 037 осіб (2020).

## Історія
Утворений 19 липня 2020 року в межах колишніх районів: Бережанського, південної частини Збаразького, Зборівського, Козівського, Підволочиського, Підгаєцького, Теребовлянського та Тернопільського районів.
У складі району території Байковецької сільської, Бережанської міської, Білецької сільської, Великоберезовицької селищної, Великобірківської селищної, Великогаївської сільської, Залозецької селищної, Збаразької міської, Зборівської міської, Золотниківської сільської, Іванівської сільської, Козівської селищної, Козлівської селищної, Купчинецької сільської, Микулинецької селищної, Нараївської сільської, Озернянської сільської, Підволочиської селищної, Підгаєцької міської, Підгороднянської сільської, Саранчуківської сільської, Скалатської міської, Скориківської сільської, Теребовлянської міської, Тернопільської міської територіальних громад, затверджених Кабінетом Міністрів України.